# Кузьмичёв, Владимир Семёнович
Владимир Семёнович Кузьмичёв — советский хозяйственный, государственный и политический деятель.

## Биография
Родился в 1930 году в деревне Бычанец. Член КПСС.
С 1950 года — на хозяйственной, общественной и политической работе. В 1950—1982 гг. — освобождённый
секретарь комитета комсомола пединститута, в аппарате Барнаульского горкома КПСС, секретарь Барнаульского горкома ВЛКСМ, первый секретарь Алтайского крайкома ВЛКСМ, заведующий отделом школ и вузов крайкома партии, первый секретарь Кытмановского райкома КПСС Алтайского края, председатель Алтайского сельского краевого совета профсоюзов, инструктор, заведующий сектора отдела организационно-партийной работы ЦК КПСС, председатель Ульяновского облисполкома, председатель Планово-бюджетной комиссии ВС РСФСР.
Избирался депутатом Верховного Совета РСФСР 10-го созыва.